# La Tortuga, Veracruz
La Tortuga är en ort i Mexiko.   Den ligger i kommunen Álamo Temapache och delstaten Veracruz, i den sydöstra delen av landet, 220 km nordost om huvudstaden Mexico City. La Tortuga ligger 25 meter över havet och antalet invånare är 616.
Terrängen runt La Tortuga är platt. Runt La Tortuga är det ganska tätbefolkat, med 65 invånare per kvadratkilometer. Närmaste större samhälle är Temapache, 17,9 km norr om La Tortuga. Trakten runt La Tortuga består till största delen av jordbruksmark.